# ルイ＝ニコラ・ヴォークラン

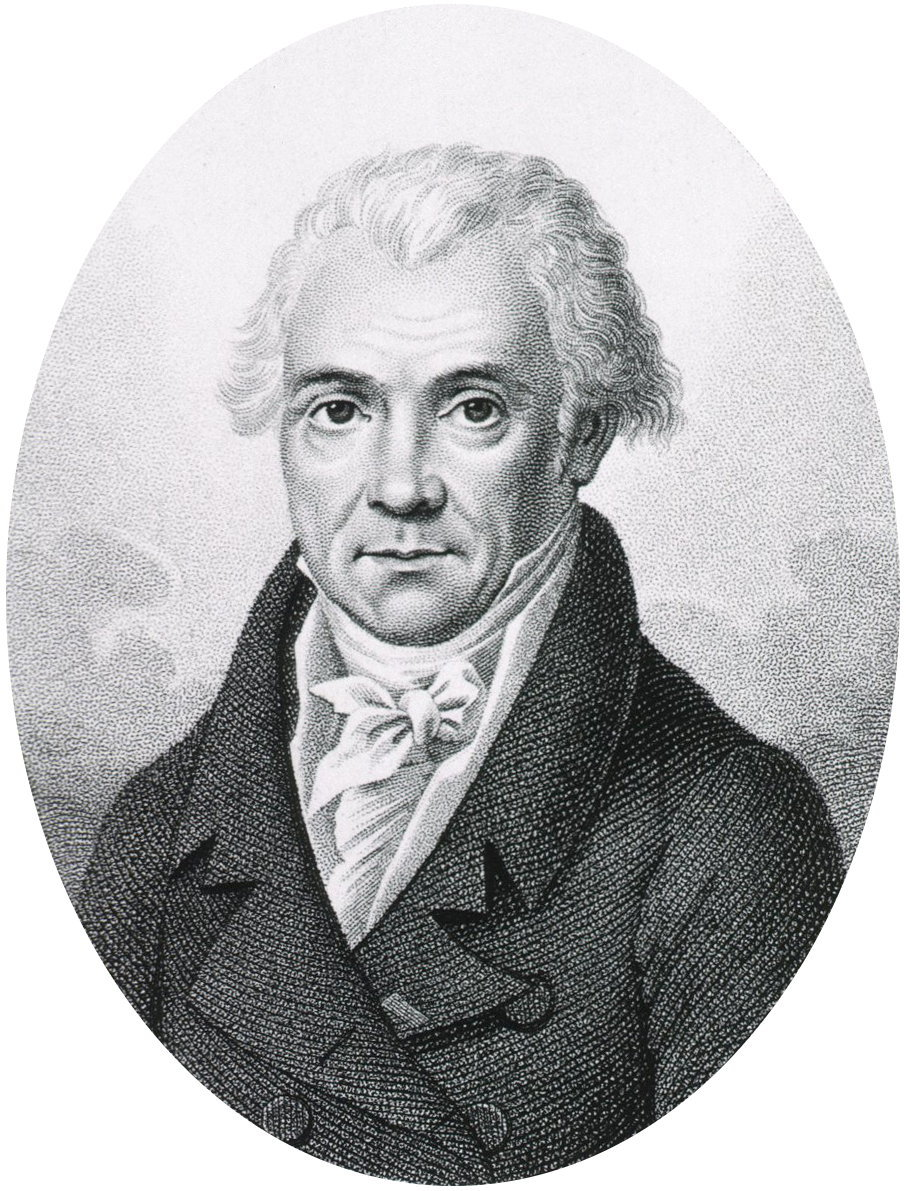
Louis-Nicolas Vauquelin

ルイ＝ニコラ・ヴォークラン（Louis-Nicolas Vauquelin、1763年5月16日 - 1829年11月14日）は、フランス・ノルマンディー出身の化学者・薬剤師である。1797年にクロム、1798年にベリリウムを発見した。有機化学の分野でもアスパラギン、リンゴ酸、ショウノウ酸、キナ酸などを発見している。

## 略歴
ニコラ・ヴォークラン（Nicolas Vauquelin）とカトリーヌ・ル・シャルティエ（Catherine Le Charterier）の息子として、1763年5月16日にノルマンディー州サン＝タンドレ＝デベルトで生まれた。1777年から1779年までルーアンでアポセカリーの助手を務め、化学に触れはじめた。1784年から1792年までアントワーヌ・フールクロアの助手を務めた。
最初は助手として教授と連名で論文を発表したが、1790年より単著として発表するようになり、以降死後の1833年まで350以上の論文を発表した。1797年にシベリアの赤鉛鉱からクロムを、1798年に緑柱石からベリリウムを発見した。
1795年から1801年までエコール・デ・ミーヌ（国立鉱山学校）、1801年から1804年までコレージュ・ド・フランス、1804年から1829年まで国立自然史博物館の化学教授を務めたほか、1809年にはフールクロアの後任としてパリ大学医学部の教授に就任し、1822年まで務めた。1811年、アメリカ哲学協会会員に選出された。1820年6月1日、エディンバラ王立協会外国人フェローに選出された。1823年12月11日、王立協会外国人会員に選出された。最晩年の1828年にカルヴァドス県から代議院議員に選出された。
1829年11月14日、サン＝タンドレ＝デベルトで死去した。生涯未婚だった。